# Upplands runinskrifter 555
Upplands runinskrifter 555 är ett vikingatida runstensfragment av gråbrun sandsten i Husby-Sjuhundra kyrka, Husby-Sjuhundra socken och Norrtälje kommun. Fragmentet är 0,44 gånger 0,23 meter stort och förvaras i Husby-Sjuhundra kyrka. Det hittades 1944 på den närbelägna skolgården.

## Inskriften
Translitterering av runraden:
...- · mer-... ... (b)ro(þ)-... ...
Normalisering till runsvenska:
... mær[ki] ... broð[ur] ...
Översättning till nusvenska:
... landmärke(n) ... broder ...